# Urtica circularis
Urtica circularis là loài thực vật có hoa trong họ Tầm ma. Loài này được Sorarú miêu tả khoa học đầu tiên năm 1972.